# Super Bowl
De Super Bowl is de American football-finale die elk jaar in februari gespeeld wordt in de Verenigde Staten tussen de kampioenen van de American Football Conference en National Football Conference, de twee professionele competities die verenigd zijn onder de National Football League, die de Super Bowl organiseert.
De Super Bowl is een van de belangrijkste sportevenementen in de Verenigde Staten en wordt vaak officieus beschouwd als een nationale feestdag. De wedstrijd was meermaals het best bekeken televisieprogramma van het jaar in de Verenigde Staten en hoort met meer dan honderd miljoen kijkers samen met de finale van de UEFA Champions League tot de best bekeken sportevenementen ter wereld.
De Super Bowl XLIX die op 1 februari 2015 gespeeld en uitgezonden werd, was met een gemiddelde van 114,4 miljoen kijkers het best bekeken programma ooit in de Verenigde Staten. Het verbeterde het record van de Super Bowl die een jaar eerder gespeeld werd, waarnaar 112,3 miljoen mensen keken. Hiermee zette het evenement weer een volgende stap in de dominantie als kijkcijferkanon sinds Super Bowl XLIV in 2010, die een 27 jaar oud record verbrak van de kijkcijfers die de televisieserie M*A*S*H haalde tijdens de uitzending van de laatste aflevering in 1983.

## Oorsprong van de Super Bowl
De National Football League werd in 1920 opgericht als de American Professional Football Conference en kreeg vrij snel zijn huidige naam. In het begin van de jaren zestig kreeg de competitie concurrentie van de American Football League, die in 1959 opgericht werd. In het midden van de jaren zestig startten fusiegesprekken tussen de twee bonden en op 8 juni 1966 werd een akkoord bereikt om de twee bonden te fuseren in 1970. Bovendien zouden de twee bonden in 1967 de eerste finale spelen tussen de twee kampioenen van de beide competities onder de naam AFL-NFL World Championship Game, wat later bekend zou worden als de eerste Super Bowl, de finale die vanaf toen jaarlijks gespeeld wordt tussen de kampioenen van de National Football Conference, het oude National Football League en nu onderdeel van de fusie en de American Football Conference, voor de fusie bekend als de American Football League.

## Aanloop naar de Super Bowl
Traditioneel start het American Football-seizoen in september. De tweeëndertig teams werken hun wedstrijden af in respectievelijk de NFC en de AFC in hun eigen divisie van vier teams. Tegen het einde van december zijn de competities afgelopen, waarna in januari de play-offs worden gespeeld die twee kampioenen opleveren, één uit de NFC en één uit de AFC. Deze twee teams spelen de Super Bowl.

## De wedstrijd
De wedstrijd werd tot 2001 steeds in de maand januari gehouden, vanaf 2004 wordt de wedstrijd steeds in de eerste week van februari gespeeld. Het stadion waar de wedstrijd gespeeld zal worden, wordt doorgaans drie tot vijf jaar voor de betreffende Super Bowl vastgelegd. De Super Bowl wordt doorgaans op neutraal terrein gespeeld en daarom is er een regeling om het thuis- en uitteam vast te stellen. De teams uit de AFC worden beschouwd als het thuisteam in de Super Bowls met een even nummer, de teams uit de NFC hebben het thuisvoordeel tijdens de Super Bowls met een oneven nummer. De volgnummers van de Super Bowl wordt traditioneel met Romeinse cijfers geschreven. Na de wedstrijd wordt aan het winnend team de trofee "Vince Lombardi" uitgereikt, genoemd naar New York Giants, Green Bay Packers en Washington Redskins-coach die in 1970 overleed aan kanker. De beste speler wordt bekroond met de Super Bowl Most Valuable Player Award.

## Televisie en amusement

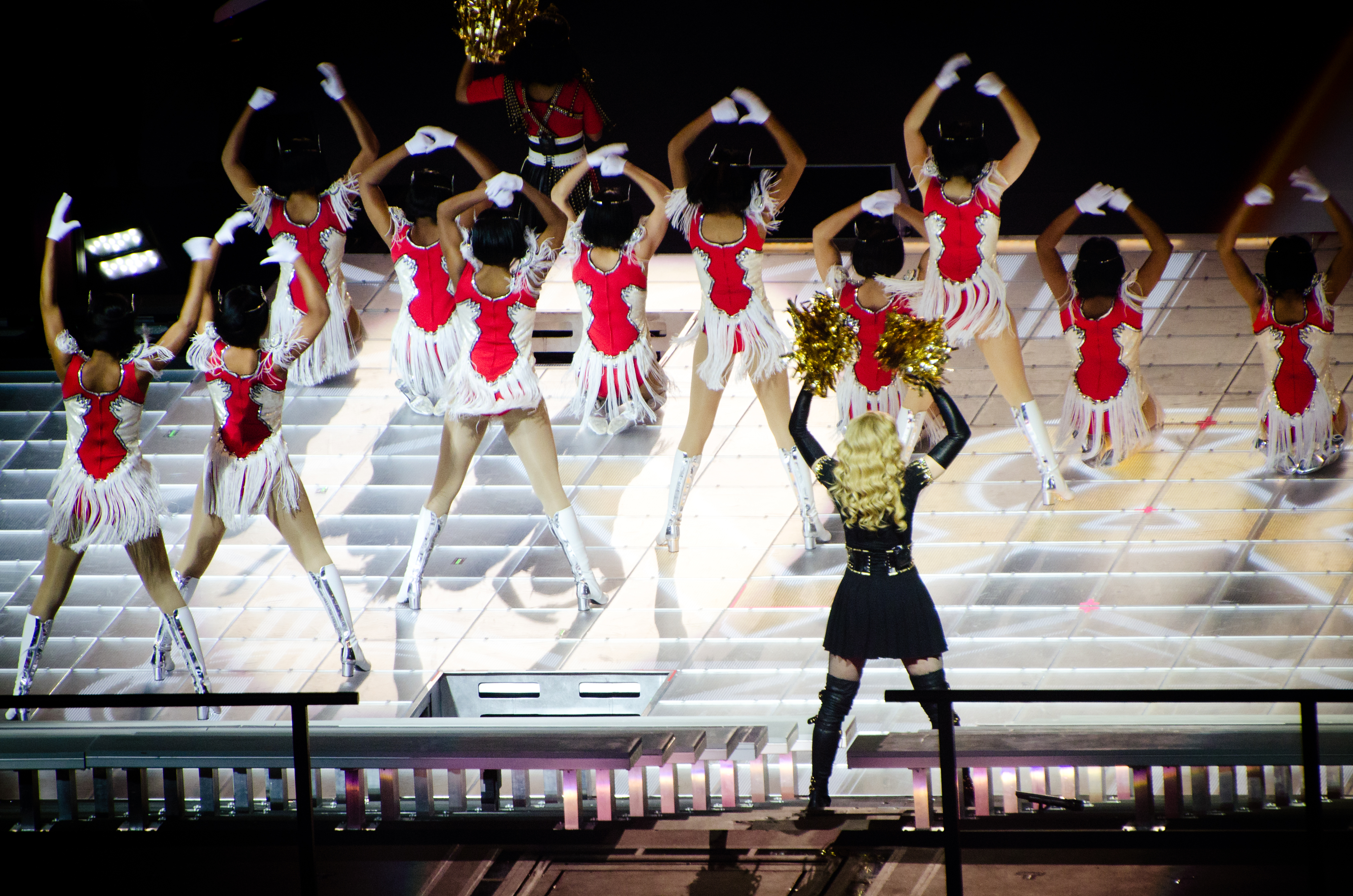
Madonna in 2012

De Super Bowl wordt in de Verenigde Staten afwisselend uitgezonden op de zenders CBS, Fox en NBC. In Europa wordt de wedstrijd onder meer uitgezonden op de Britse zender BBC en diverse Fox-zenders.
Voor de start van de wedstrijd wordt traditioneel het Amerikaanse volkslied gebracht, The Star-Spangled Banner, gezongen door een zanger of zangeres die begeleid wordt door een orkest van een universiteit of van het leger. Artiesten die het volkslied zongen zijn onder meer Diana Ross, Neil Diamond, Billy Joel, Whitney Houston, Cher, Beyoncé, Christina Aguilera en Lady Gaga.
Tijdens de rust van een Super Bowl wedstrijd wordt er een halftime show gehouden. Dit is al een traditie sinds de eerste Super Bowl in 1967, toen enkele marsbands en de trompettist Al Hirt optraden. Later werden er vooral bekende popartiesten gevraagd. Tijdens de Super Bowl XXXVIII op 1 februari 2004 veroorzaakte het optreden van Janet Jackson en Justin Timberlake een enorme rel toen bij het optreden even een borst van de zangeres zichtbaar was, wat vanaf dan algemeen bekend werd onder de naam nipplegate. Als gevolg hiervan wordt de Super Bowl voortaan met een kleine vertraging uitgezonden.

### Volkslied en halftime show
Performers van het volkslied en tijdens de halftime show sinds 1990.
| Editie  | Jaar | Volkslied                                  | Halftime show |
| ------- | ---- | ------------------------------------------ | --- |
| XXIV    | 1990 | Aaron Neville                              | Pete Fountain, Doug Kershaw, Irma Thomas & verscheidene marching bands                                                 |
| XXV     | 1991 | Whitney Houston                            | New Kids on the Block                                                                                                  |
| XXVI    | 1992 | Harry Connick, Jr.                         | Gloria Estefan, Olympische kunstrijders, Brian Boitano & Dorothy Hamill                                                |
| XXVII   | 1993 | Garth Brooks                               | Michael Jackson |
| XXVIII  | 1994 | Natalie Cole                               | Clint Black, Tanya Tucker, Travis Tritt, The Judds                                                                     |
| XXIX    | 1995 | Kathie Lee Gifford                         | Patti Labelle, Indiana Jones & Marion Ravenwood, Teddy Pendergrass, Tony Bennett, Arturo Sandoval, Miami Sound Machine |
| XXX     | 1996 | Vanessa L. Williams                        | Diana Ross |
| XXXI    | 1997 | Luther Vandross                            | The Blues Brothers (Dan Aykroyd, John Goodman & James Belushi), ZZ Top, James Brown                                    |
| XXXII   | 1998 | Jewel                                      | Boyz II Men, Smokey Robinson, Martha Reeves, The Temptations, Queen Latifah                                            |
| XXXIII  | 1999 | Cher                                       | Chaka Khan, Gloria Estefan, Stevie Wonder, Big Bad Voodoo Daddy, Savion Glover, Kiss                                   |
| XXXIV   | 2000 | Faith Hill                                 | Phil Collins, Christina Aguilera, Enrique Iglesias, Toni Braxton, Edward James Olmos (verteller)                       |
| XXXV    | 2001 | Backstreet Boys                            | Ben Stiller, Adam Sandler, Chris Rock, Aerosmith, *NSYNC, Britney Spears, Mary J. Blige, Nelly                         |
| XXXVI   | 2002 | Mariah Carey                               | U2 |
| XXXVII  | 2003 | Dixie Chicks                               | Shania Twain, No Doubt, Sting                                                                                          |
| XXXVIII | 2004 | Beyoncé                                    | Janet Jackson, P. Diddy, Nelly, Kid Rock, Justin Timberlake                                                            |
| XXXIX   | 2005 | U.S. Military, Coast Guard & Naval Academy | Paul McCartney |
| XL      | 2006 | Aaron Neville & Aretha Franklin            | The Rolling Stones |
| XLI     | 2007 | Billy Joel                                 | Prince |
| XLII    | 2008 | Jordin Sparks                              | Tom Petty and the Heartbreakers                                                                                        |
| XLIII   | 2009 | Jennifer Hudson                            | Bruce Springsteen and the E Street Band                                                                                |
| XLIV    | 2010 | Carrie Underwood                           | The Who |
| XLV     | 2011 | Christina Aguilera                         | The Black Eyed Peas, Usher, Slash                                                                                      |
| XLVI    | 2012 | Kelly Clarkson                             | Madonna, LMFAO, Cirque du Soleil, Nicki Minaj, M.I.A., Cee Lo Green                                                    |
| XLVII   | 2013 | Alicia Keys                                | Beyoncé, Destiny's Child                                                                                               |
| XLVIII  | 2014 | Renée Fleming                              | Bruno Mars , Red Hot Chili Peppers                                                                                     |
| XLIX    | 2015 | Idina Menzel                               | Katy Perry, Lenny Kravitz, Missy Elliott                                                                               |
| 50      | 2016 | Lady Gaga                                  | Coldplay, Beyoncé, Bruno Mars                                                                                          |
| LI      | 2017 | Luke Bryan                                 | Lady Gaga |
| LII     | 2018 | P!nk                                       | Justin Timberlake |
| LIII    | 2019 | Gladys Knight                              | Maroon5, Travis Scott, Big Boi                                                                                         |
| LIV     | 2020 | Demi Lovato                                | Jennifer Lopez, Shakira                                                                                                |
| LV      | 2021 | Jazmine Sullivan, Eric Church              | The Weeknd |
| LVI     | 2022 | Mickey Guyton                              | Dr. Dre, Snoop Dogg, Eminem, 50 Cent, Mary J. Blige, Kendrick Lamar                                                    |
| LVII    | 2023 | Chris Stapleton                            | Rihanna |
| LVIII   | 2024 | Reba McEntire                              | Usher |
| LIX     | 2025 | Jon Batiste                                | Kendrick Lamar |

## Edities
| #  | Editie  | Datum            | Winnend team         | Score    | Verliezend team      | Stadion                       | Stad                        | Toeschouwers |
| -- | ------- | ---------------- | -------------------- | -------- | -------------------- | ----------------------------- | --------------------------- | ------------ |
| 1  | I       | 15 januari 1967  | Green Bay Packers    | 35–10    | Kansas City Chiefs   | Los Angeles Memorial Coliseum | Los Angeles, Californië     | 61.946       |
| 2  | II      | 14 januari 1968  | Green Bay Packers    | 33–14    | Oakland Raiders      | Miami Orange Bowl             | Miami, Florida              | 75.546       |
| 3  | III     | 12 januari 1969  | New York Jets        | 16–7     | Baltimore Colts      | Miami Orange Bowl             | Miami, Florida              | 75.389       |
| 4  | IV      | 11 januari 1970  | Kansas City Chiefs   | 23–7     | Minnesota Vikings    | Tulane Stadium                | New Orleans, Louisiana      | 80.562       |
| 5  | V       | 17 januari 1971  | Baltimore Colts      | 16–13    | Dallas Cowboys       | Miami Orange Bowl             | Miami, Florida              | 79.204       |
| 6  | VI      | 16 januari 1972  | Dallas Cowboys       | 24–3     | Miami Dolphins       | Tulane Stadium                | New Orleans, Louisiana      | 81.023       |
| 7  | VII     | 14 januari 1973  | Miami Dolphins       | 14–7     | Washington Redskins  | Los Angeles Memorial Coliseum | Los Angeles, Californië     | 90.182       |
| 8  | VIII    | 13 januari 1974  | Miami Dolphins       | 24–7     | Minnesota Vikings    | Rice Stadium                  | Houston, Texas              | 71.882       |
| 9  | IX      | 12 januari 1975  | Pittsburgh Steelers  | 16–6     | Minnesota Vikings    | Tulane Stadium                | New Orleans, Louisiana      | 80.997       |
| 10 | X       | 18 januari 1976  | Pittsburgh Steelers  | 21–17    | Dallas Cowboys       | Miami Orange Bowl             | Miami, Florida              | 80.187       |
| 11 | XI      | 9 januari 1977   | Oakland Raiders      | 32–14    | Minnesota Vikings    | Rose Bowl                     | Pasadena, Californië        | 103.438      |
| 12 | XII     | 15 januari 1978  | Dallas Cowboys       | 27–10    | Denver Broncos       | Louisiana Superdome           | New Orleans, Louisiana      | 76.400       |
| 13 | XIII    | 21 januari 1979  | Pittsburgh Steelers  | 35–31    | Dallas Cowboys       | Miami Orange Bowl             | Miami, Florida              | 79.484       |
| 14 | XIV     | 20 januari 1980  | Pittsburgh Steelers  | 31–19    | Los Angeles Rams     | Rose Bowl                     | Pasadena, Californië        | 103.985      |
| 15 | XV      | 25 januari 1981  | Oakland Raiders      | 27–10    | Philadelphia Eagles  | Louisiana Superdome           | New Orleans, Louisiana      | 76.135       |
| 16 | XVI     | 24 januari 1982  | San Francisco 49ers  | 26–21    | Cincinnati Bengals   | Pontiac Silverdome            | Pontiac, Michigan           | 81.270       |
| 17 | XVII    | 30 januari 1983  | Washington Redskins  | 27–17    | Miami Dolphins       | Rose Bowl                     | Pasadena, Californië        | 103.667      |
| 18 | XVIII   | 22 januari 1984  | Los Angeles Raiders  | 38–9     | Washington Redskins  | Tampa Stadium                 | Tampa, Florida              | 72.920       |
| 19 | XIX     | 20 januari 1985  | San Francisco 49ers  | 38–16    | Miami Dolphins       | Stanford Stadium              | Stanford, Californië        | 84.059       |
| 20 | XX      | 26 januari 1986  | Chicago Bears        | 46–10    | New England Patriots | Louisiana Superdome           | New Orleans, Louisiana      | 73.818       |
| 21 | XXI     | 25 januari 1987  | New York Giants      | 39–20    | Denver Broncos       | Rose Bowl                     | Pasadena, Californië        | 101.063      |
| 22 | XXII    | 31 januari 1988  | Washington Redskins  | 42–10    | Denver Broncos       | Jack Murphy Stadium           | San Diego, Californië       | 73.302       |
| 23 | XXIII   | 22 januari 1989  | San Francisco 49ers  | 20–16    | Cincinnati Bengals   | Joe Robbie Stadium            | Miami, Florida              | 75.129       |
| 24 | XXIV    | 28 januari 1990  | San Francisco 49ers  | 55–10    | Denver Broncos       | Louisiana Superdome           | New Orleans, Louisiana      | 72.919       |
| 25 | XXV     | 27 januari 1991  | New York Giants      | 20–19    | Buffalo Bills        | Tampa Stadium                 | Tampa, Florida              | 73.813       |
| 26 | XXVI    | 26 januari 1992  | Washington Redskins  | 37–24    | Buffalo Bills        | Metrodome                     | Minneapolis, Minnesota      | 63.130       |
| 27 | XXVII   | 31 januari 1993  | Dallas Cowboys       | 52–17    | Buffalo Bills        | Rose Bowl                     | Pasadena, Californië        | 98.374       |
| 28 | XXVIII  | 30 januari 1994  | Dallas Cowboys       | 30–13    | Buffalo Bills        | Georgia Dome                  | Atlanta, Georgia            | 72.817       |
| 29 | XXIX    | 29 januari 1995  | San Francisco 49ers  | 49–26    | San Diego Chargers   | Joe Robbie Stadium            | Miami, Florida              | 74.107       |
| 30 | XXX     | 28 januari 1996  | Dallas Cowboys       | 27–17    | Pittsburgh Steelers  | Sun Devil Stadium             | Tempe, Arizona              | 76.347       |
| 31 | XXXI    | 26 januari 1997  | Green Bay Packers    | 35–21    | New England Patriots | Louisiana Superdome           | New Orleans, Louisiana      | 72.301       |
| 32 | XXXII   | 25 januari 1998  | Denver Broncos       | 31–24    | Green Bay Packers    | Qualcomm Stadium              | San Diego, Californië       | 68.912       |
| 33 | XXXIII  | 31 januari 1999  | Denver Broncos       | 34–19    | Atlanta Falcons      | Pro Player Stadium            | Miami, Florida              | 74.803       |
| 34 | XXXIV   | 30 januari 2000  | St. Louis Rams       | 23–16    | Tennessee Titans     | Georgia Dome                  | Atlanta, Georgia            | 72.625       |
| 35 | XXXV    | 28 januari 2001  | Baltimore Ravens     | 34–7     | New York Giants      | Raymond James Stadium         | Tampa, Florida              | 71.921       |
| 36 | XXXVI   | 3 februari 2002  | New England Patriots | 20–17    | St. Louis Rams       | Louisiana Superdome           | New Orleans, Louisiana      | 72.922       |
| 37 | XXXVII  | 26 januari 2003  | Tampa Bay Buccaneers | 48–21    | Oakland Raiders      | Qualcomm Stadium              | San Diego, Californië       | 67.603       |
| 38 | XXXVIII | 1 februari 2004  | New England Patriots | 32–29    | Carolina Panthers    | Reliant Stadium               | Houston, Texas              | 71.525       |
| 39 | XXXIX   | 6 februari 2005  | New England Patriots | 24–21    | Philadelphia Eagles  | TIAA Bank Field               | Jacksonville, Florida       | 78.125       |
| 40 | XL      | 5 februari 2006  | Pittsburgh Steelers  | 21–10    | Seattle Seahawks     | Ford Field                    | Detroit, Michigan           | 68.206       |
| 41 | XLI     | 4 februari 2007  | Indianapolis Colts   | 29–17    | Chicago Bears        | Dolphin Stadium               | Miami, Florida              | 74.512       |
| 42 | XLII    | 3 februari 2008  | New York Giants      | 17–14    | New England Patriots | University of Phoenix Stadium | Glendale, Arizona           | 71.101       |
| 43 | XLIII   | 1 februari 2009  | Pittsburgh Steelers  | 27–23    | Arizona Cardinals    | Raymond James Stadium         | Tampa, Florida              | 70.774       |
| 44 | XLIV    | 7 februari 2010  | New Orleans Saints   | 31–17    | Indianapolis Colts   | Sun Life Stadium              | Miami, Florida              | 74.059       |
| 45 | XLV     | 6 februari 2011  | Green Bay Packers    | 31–25    | Pittsburgh Steelers  | Cowboys Stadium               | Arlington, Texas            | 103.219      |
| 46 | XLVI    | 5 februari 2012  | New York Giants      | 21–17    | New England Patriots | Lucas Oil Stadium             | Indianapolis, Indiana       | 68.658       |
| 47 | XLVII   | 3 februari 2013  | Baltimore Ravens     | 34–31    | San Francisco 49ers  | Mercedes-Benz Superdome       | New Orleans, Louisiana      | 71.024       |
| 48 | XLVIII  | 2 februari 2014  | Seattle Seahawks     | 43–8     | Denver Broncos       | MetLife Stadium               | East Rutherford, New Jersey | 82.529       |
| 49 | XLIX    | 1 februari 2015  | New England Patriots | 28–24    | Seattle Seahawks     | University of Phoenix Stadium | Glendale, Arizona           | 70.288       |
| 50 | 50      | 7 februari 2016  | Denver Broncos       | 24–10    | Carolina Panthers    | Levi's Stadium                | Santa Clara, California     | 71.088       |
| 51 | LI      | 5 februari 2017  | New England Patriots | 34–28 OT | Atlanta Falcons      | NRG Stadium                   | Houston, Texas              | 70.807       |
| 52 | LII     | 4 februari 2018  | Philadelphia Eagles  | 41–33    | New England Patriots | U.S. Bank Stadium             | Minneapolis, Minnesota      | 67.612       |
| 53 | LIII    | 3 februari 2019  | New England Patriots | 13–3     | Los Angeles Rams     | Mercedes-Benz Stadium         | Atlanta, Georgia            | 70.081       |
| 54 | LIV     | 2 februari 2020  | Kansas City Chiefs   | 31–20    | San Francisco 49ers  | Hard Rock Stadium             | Miami Gardens, Florida      | 62.417       |
| 55 | LV      | 7 februari 2021  | Tampa Bay Buccaneers | 31–9     | Kansas City Chiefs   | Raymond James Stadium         | Tampa, Florida              | 24.835       |
| 56 | LVI     | 13 februari 2022 | Los Angeles Rams     | 23–20    | Cincinnati Bengals   | SoFi Stadium                  | Los Angeles, California     | 70.048       |
| 57 | LVII    | 12 februari 2023 | Kansas City Chiefs   | 38–35    | Philadelphia Eagles  | State Farm Stadium            | Glendale, Arizona           | 67.827       |
| 58 | LVIII   | 11 februari 2024 | Kansas City Chiefs   | 25-22    | San Francisco 49ers  | Allegiant Stadium             | Paradise, Nevada            | 61.629       |
| 59 | LIX     | 9 februari 2025  | Philadelphia Eagles  | 40-22    | Kansas City Chiefs   | Louisiana Superdome           | New Orleans, Louisiana      | 0            |

## Overwinningen en finaleplaatsen per team
| Rang | Team                                      | Winst | Verlies |
| ---- | ----------------------------------------- | ----- | ------- |
| 1    | New England Patriots                      | 6     | 5       |
| 2    | Pittsburgh Steelers                       | 6     | 2       |
| 3    | Dallas Cowboys                            | 5     | 3       |
| 4    | San Francisco 49ers                       | 5     | 2       |
| 5    | Green Bay Packers                         | 4     | 1       |
| 6    | New York Giants                           | 4     | 1       |
| 7    | Denver Broncos                            | 3     | 5       |
| 8    | Los Angeles/Oakland/Las Vegas Raiders     | 3     | 2       |
| 9    | Washington Commanders/Washington Redskins | 3     | 2       |
| 10   | Kansas City Chiefs                        | 4     | 3       |
| 11   | Miami Dolphins                            | 2     | 3       |
| 12   | Los Angeles/St. Louis Rams                | 2     | 3       |
| 16   | Philadelphia Eagles                       | 2     | 3       |
| 13   | Baltimore/Indianapolis Colts              | 2     | 2       |
| 14   | Tampa Bay Buccaneers                      | 2     | 0       |
| 15   | Baltimore Ravens                          | 2     | 0       |
| 17   | Seattle Seahawks                          | 1     | 2       |
| 18   | Chicago Bears                             | 1     | 1       |
| 19   | New Orleans Saints                        | 1     | 0       |
| 20   | New York Jets                             | 1     | 0       |
| 21   | Minnesota Vikings                         | 0     | 4       |
| 22   | Buffalo Bills                             | 0     | 4       |
| 23   | Cincinnati Bengals                        | 0     | 3       |
| 24   | Carolina Panthers                         | 0     | 2       |
| 25   | Atlanta Falcons                           | 0     | 2       |
| 26   | San Diego Chargers                        | 0     | 1       |
| 27   | Tennessee Titans                          | 0     | 1       |
| 28   | Arizona Cardinals                         | 0     | 1       |

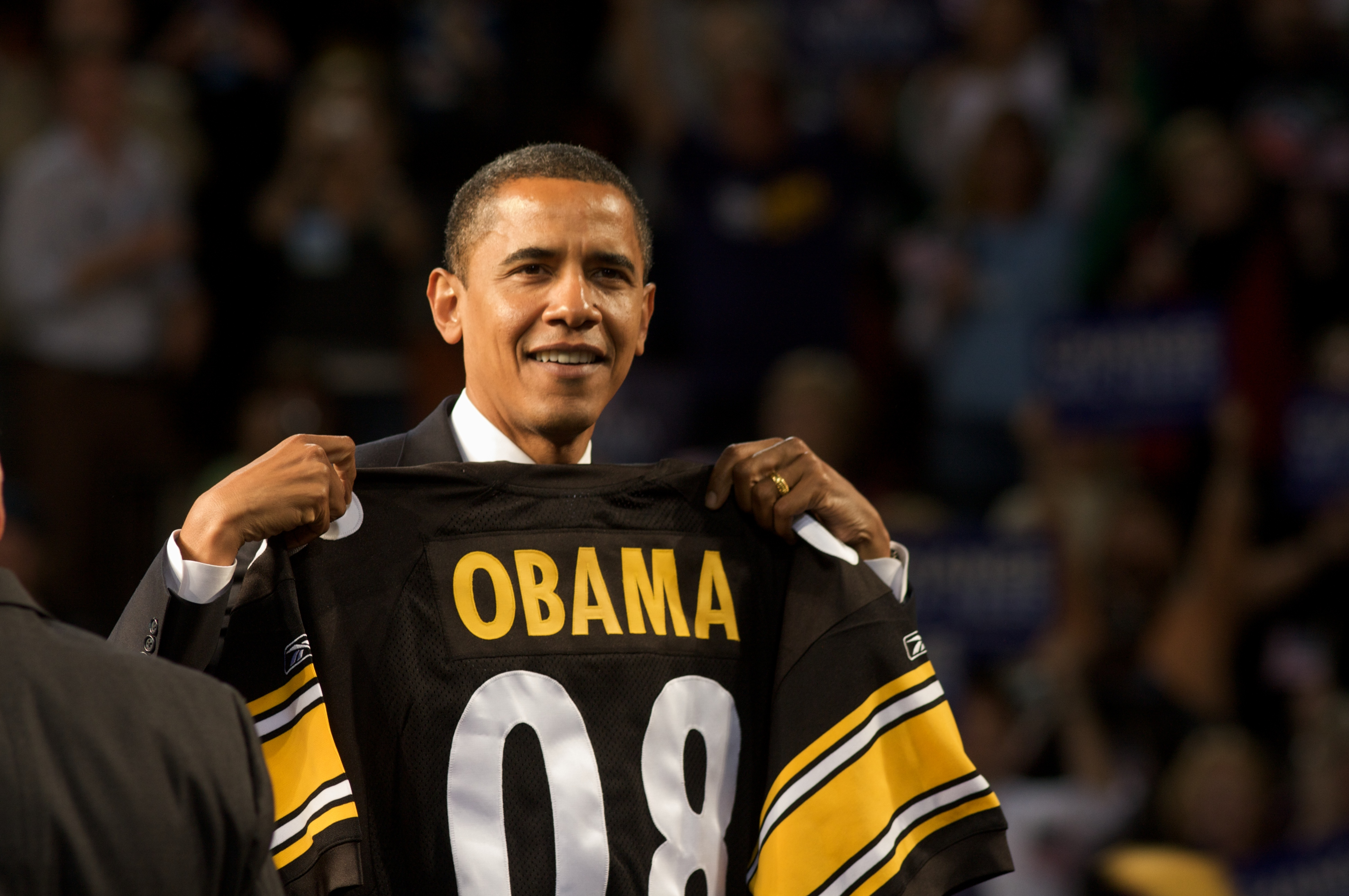
Barack Obama met een shirt van de Pittsburgh Steelers, het team dat gedeeld recordhouder is met zes Super Bowl-overwinningen

- De Cleveland Browns, Detroit Lions, Jacksonville Jaguars en Houston Texans bereikten tot nog toe nooit de Super Bowl.